# Hilara neodentata
Hilara neodentata är en tvåvingeart som beskrevs av Yang, Zhang och Zhang 2007. Hilara neodentata ingår i släktet Hilara och familjen dansflugor. Inga underarter finns listade i Catalogue of Life.